# Jerzy Derenda
Jerzy Derenda (ur. 12 grudnia 1942 roku w Golejewie) – dziennikarz, autor, regionalista. W latach 1999–2024 prezes Towarzystwa Miłośników Miasta Bydgoszczy.

## Życiorys
Absolwent filologii polskiej na Uniwersytecie Mikołaja Kopernika. Po studiach pracował jako dziennikarz w bydgoskich „Dzienniku Wieczornym” i „Gazecie Pomorskiej”. Inicjator kwest, podczas których zbierane są środki na renowację najstarszych bydgoskich nekropolii, głównie Cmentarza Starofarnego. 
Autor licznych książek, albumów i publikacji o Bydgoszczy, m.in. „Bo to jest Bydgoszcz”, „Papież Jan Paweł II w Bydgoszczy”, „Muzyczna Bydgoszcz”, „Bydgoszcz. Prawda i mity”, „Wierni swemu miastu”, „Bydgoskie legendy i przypowieści”, serii wydawniczej „Bydgoszcz miasto na Kujawach”, albumu „Piękna stara Bydgoszcz” oraz „Bydgoszcz w blasku symboli”. Inicjator i redaktor wydania „Encyklopedii Bydgoszczy”. 
W 2010 roku doprowadził do rekonstrukcji pomnika Najświętszego Serca Pana Jezusa z 1932, wyburzonego przez Niemców w 1939 roku. Z jego inicjatywy w 2008 roku nad wejściem do budynku przy ul. Śniadeckich 55 w Bydgoszczy odsłonięta została tablica upamiętniająca Szczepana Jankowskiego, niewidomego organisty z kościoła Najświętszego Serca Pana Jezusa. Był też jednym z inicjatorów odsłonięcia w kościele pw. Świętych Polskich Braci Męczenników tablicy upamiętniającego ks. prałata Romualda Biniaka — proboszcza tej parafii, kapelana Towarzystwa Miłośników Miasta Bydgoszczy i twórcy hospicjum.
W 2011 roku odsłonił swój podpis w Bydgoskiej Alei Autografów. W uznaniu pracy społecznej i twórczej w 2020 roku został wybrany „Bydgoszczaninem Roku”.